# Lee Rowlinson
Lee Rowlinson (* 8. června 1966) v Ohio, USA je americký basketbalista.
Lee Rowlinson a Tracey Walston jsou první dva hráči z USA, kteří hráli v československé basketbalové ligové soutěži, oba od sezony 1990/1991 za klub Sparta Praha, která skončila na 2. místě. Lee Rowlinson odehrál za Spartu Praha ještě sezónu 1991/1992, v níž zaznamenal 1023 bodů. V ligové soutěži dominoval jako pivot pod koši. Po sezoně přestoupil do lucemburského klubu BBC US Heffingen.

## Sportovní kariéra, hráč
- kluby:
- 1984–1988 Ohio Wesleyan University, Men's Basketball
- 1990/1992 Sparta Praha (1x vicemistr, 1991), FIBA Evropský pohár vítězů národních pohárů 1992
- 1992–1998 BBC US Hiefenech Heffingen, FIBA Pohár Korač 1994 (36 bodů na zápas) a 1997 (32,5 bodu na zápas)